# Qurghan (distrikt)
Qurghan är ett distrikt i Afghanistan. Det ligger i provinsen Faryab, i den norra delen av landet, 500 kilometer nordväst om huvudstaden Kabul. Administrativ huvudort är Qurghan.
Distriktet beräknades år 2022 ha cirka 55 000 invånare.